# نظریه توافق
نظریه توافق (به انگلیسی: Consensus theory) یک نظریه اجتماعی است که یک نظام سیاسی یا اقتصادی را به عنوان نظامی عادلانه می‌داند و اینکه تغییر اجتماعی باید در نهادهای اجتماعی ارائه شده توسط آن  رخ دهد. نظریه توافق به شدت با نظریه تضاد در تعارض است که باورمند است تغییر اجتماعی تنها از طریق تضاد حاصل می‌شود.
بر اساس نظریه توافق، فقدان تضاد به عنوان وضعیت تعادل جامعه در نظر گرفته می‌شود و اینکه بین همه اعضای یک جامعه خاص توافق کلی یا گسترده‌ای در مورد هنجارها، ارزش‌ها، قواعد و مقررات وجود دارد. نظریه توافق به حفظ یا تداوم نظم اجتماعی در جامعه می‌پردازد.
نظریه توافق به عنوان یک استدلال جامعه‌شناختی برای پیشبرد و حفظ وضع موجود عمل می‌کند. این تعارض با نظریه تضاد است، که به عنوان یک استدلال جامعه‌شناختی برای اصلاح وضعیت موجود یا برای وارونه کردن کامل آن عمل می‌کند. در نظریه توافق، قواعد یکپارچه تلقی می‌شوند و هر کس به آنها احترام نمی‌گذارد، فردی منحرف است. در نظریه تضاد، قوانین به‌عنوان اجباری در نظر گرفته می‌شوند و کسی که از آنها تخطی کند، عامل تغییر در نظر گرفته می‌شود.